# Киријакеика
Киријакеика (грч. Κυριακαίικα) је насељено место у општини Кукуш у периферији Средишња Македонија, Грчка. Према попису из 2021. године било је 11 становника.
Седамдесетих година 20. века подигнуто је сточарско насеље Киријакеика где је смештено око 10 каракачанских породица. Име је добило по старешини рода Киријакосу. На попису из 1981. године Киријакеика је имала 53 становника.